# SM UB-10
SM UB-10 – niemiecki jednokadłubowy okręt podwodny typu UB I zbudowany w stoczni AG Weser w Bremie w latach 1914–1915. Zwodowany 20 lutego 1915 roku, wszedł do służby w Kaiserliche Marine 15 marca 1915 roku. Służbę rozpoczął we Flotylli Flandria (U-boote des Marinekorps U-Flotille Flandern) 27 marca 1915 roku. W czasie służby UB-10 zatopił 36 statków o łącznej 22 604 BRT oraz jeden okręt o wyporności 1010 ton.

## Budowa
SM UB-10 należał do typu UB-I. Był małym jednokadłubowym okrętem przeznaczonym do działań przybrzeżnych, o prostej konstrukcji, długości 28,1 metra, wyporności w zanurzeniu 142 t, zasięgu 1650 Mm przy prędkości 5,8 węzła na powierzchni oraz 45 Mm przy prędkości 4 węzłów w zanurzeniu.
Wymogiem przy projektowaniu tych okrętów była możliwość transportu koleją, dzięki temu część z nich została przetransportowana nad Adriatyk, gdzie operowały z baz austriackich, a część do portów położonych nad Morzem Bałtyckim i Północnym. UB-10 został więc po wybudowaniu rozebrany na części i w takim stanie przewieziony koleją do Antwerpii, gdzie 20 lutego 1915 roku został wodowany, a do służby w Kaiserliche Marine został przyjęty 15 marca 1915 roku.

## Służba
15 marca 1915 roku, w dniu przyjęcia okrętu do służby, dowódcą jednostki został mianowany porucznik marynarki (niem. Oberleutnant zur See) Otto Steinbrinck. Otto Steinbrinck, który już jako dowódca UB-18 w dniu 29 marca 1916 roku został odznaczony Pour le Mérite, wraz z załogą i okrętem dołączył do właśnie tworzonej Flotylli Flandria. W okresie 10 miesięcy UB-10 pod dowództwem Steinbricka zatopił 27 statków o łącznej pojemności 13 382 BRT.
Niecały miesiąc od przyjęcia do służby, UB-10 podczas patrolu po południowej części Morza Północnego tzw. Hoofden, około 6,9 mil od North Hinder Lightship, zatopił holenderski parowiec „Katwijk” o pojemności 2040 BRT. Statek należący do Stoomvaart Maatschappij Wijklijn – Erhardt & Dekkers został zbudowany w 1903 roku, płynął z Baltimore do Rotterdamu. Wszyscy członkowie załogi zostali uratowani.
Drugim zatopionym przez UB-10 statkiem był pływający pod banderą belgijską, zbudowany w 1906 roku w Short Bros., Ltd. w Sunderland, parowiec „Menapier” o pojemności 2040 BRT. Statek płynął z rudą żelaza z Algieru do Middlesbrough. Został storpedowany w okolicach latarni morskiej North Foreland. Z 23 osób przebywających na pokładzie przeżyło tylko 6. Kapitan statku, jego żona i córka, pierwszy oficer, pilot i 12 członków załogi zginęło.

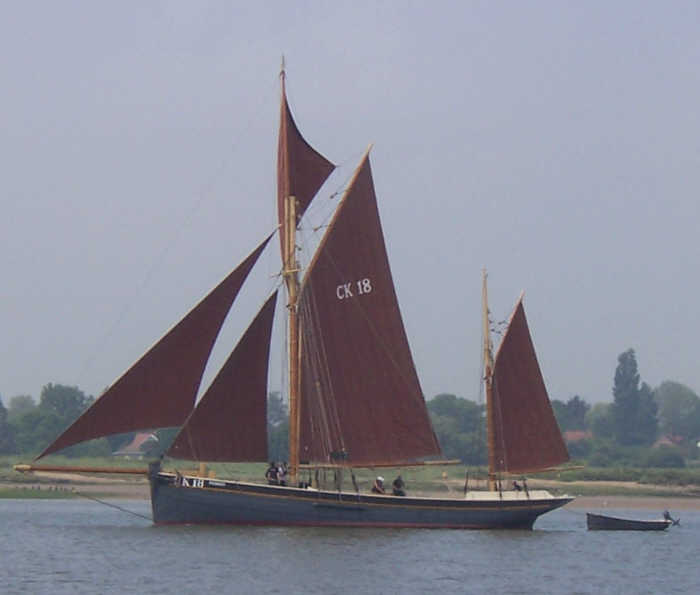
Kuter żaglowy, analogiczny do zatopionych przez UB-10 w dniu 30 czerwca 1915 roku

30 czerwca okręt, który wykorzystał przetartą przez SM UB-6 drogę poprzez sieci zagrodowe oraz pola minowe postawione przez Brytyjczyków w Cieśninie Kaletańskiej, zatopił osiem brytyjskich kutrów rybackich. Wszystkie łodzie, o pojemności od 43 do 63 ton, zostały zatrzymane w obszarze pomiędzy 20 a 35 mil na wschód od Lowestoft. Były to kutry żaglowe, tzw. „smack”, o charakterystycznym barwionym ochrą purpurowych żaglach. 1 sierpnia UB-10 zatrzymał i zatopił kolejny kuter brytyjski. Był to oznaczony numerem LT 1102, zbudowany w 1907 roku w Rye, żaglowy smack „Alert” o pojemności 59 BRT. Tego samego dnia zbudowany w 1912 roku brytyjski węglowiec „Fulgens” 2512 BRT, płynący z Hartlepool do Londynu z ładunkiem węgla, został storpedowany około mili od Palling. Nikt z załogi nie zginął.
10 sierpnia 1915 roku 3 mile od boi Blakeney UB-10 storpedował zbudowany rok wcześniej parowiec „Rosalie” o pojemności 4243 BRT. Statek został poważnie uszkodzony i doholowany do pozycji (52°58′N 1°08′E/52,959444 1,140278), gdzie zatonął i spoczywa do dziś. 11 sierpnia w okolicach portowego miasta Cromer w hrabstwie Norfolk SM UB-10 zatrzymał i zatopił 10 łodzi rybackich o pojemności od 41 do 62 BRT. Wszystkie łodzie zostały zatrzymane i zatopione poprzez podłożenie i zdetonowanie ładunków wybuchowych.
18 sierpnia 1915 roku admirał Henning von Holtzendorff, dowodzący Hochseeflotte, wydał rozkaz kończący tzw. pierwszą nieograniczoną wojnę podwodną przeciw żegludze handlowej, która trwała od lutego 1915 roku. Spowodowane to było ostrą reakcją Amerykanów po zatopieniu przez SM U-20 transatlantyku RMS Lusitania, na pokładzie którego zginęło 128 obywateli Stanów Zjednoczonych. Przez kolejne cztery miesiące UB-10 nie odniósł żadnego zwycięstwa. Dopiero 20 grudnia 1915 roku, w czasie ostatniego patrolu okrętu pod dowództwem Otto Steinbrincka, UB-10 zatopił dwa statki. Pierwszym był brytyjski parowiec SS „Belford” o pojemności 516 BRT. Statek wiozący z Cardiff ładunek brykietu węglowego, został storpedowany w pobliżu Boulogne-sur-Mer, gdy stał na redzie czekając na wejście do portu w Calais. Nikt z załogi nie zginął. Drugim statkiem był także pływający pod brytyjską banderą SS „Huntly” o pojemności 1153 BRT. Był to zbudowany w stoczni Flensburger Schiffbau-Gesellschaft we Flensburgu w 1912 roku parowiec, który służył w Kaiserliche Marine jako statek szpitalny „Ophelia”. 18 października 1914 roku został zajęty jako pryz przez brytyjski niszczyciel HMS „Meteor”.
12 stycznia 1916 roku nastąpiła zmiana na stanowisku dowódcy okrętu. Otto Steinbrick udał się na pięciotygodniowy urlop, po którym objął dowództwo okrętu SM UB-18, a jego miejsce zajął Reinhold Saltzwedel. Saltzwedel dowodził okrętem przez pięć miesięcy do 18 czerwca 1916 roku. W okresie jego służby UB-10 zatopił dwa statki. 19 marca 1916 roku kanadyjski parowiec SS „Port Dalhousie” o pojemności 1744 BRT, został storpedowany 2 mile na południowy zachód od latarniowca zacumowanego na mieliźnie Kentish Knock. Statek płynął z ładunkiem stali z Middlesbrough do Nantes. Zginęło 19 członków załogi. Drugi statek został zatopiony 1 kwietnia prawie w tym samym miejscu co pierwszy. Był to zbudowany w 1899 roku w Laxevaags Jernsk. & Msk. w Bergen norweski parowiec SS „Peter Hamre” o pojemności 1081 BRT. Statek należący do norweskiego armatora z Bergen S. Tønnesena płynął z ładunkiem surówki hutniczej z Middlesbrough do Rouen. 14 członków załogi zginęło.
15 września 1916 roku nastąpiła kolejna zmiana na stanowisku dowódcy okrętu. Reinhold Saltzwedel przeszedł na stanowisko dowódcy SM UC-10, a jego miejsce zajął kapitan Gustav Buch. Buch dowodził SM UB-10 do 11 września 1916 roku. W tym okresie okręt zatopił tylko jedną jednostkę wroga: brytyjski niszczyciel HMS „Lassoo” o wyporności 1010 ton, zbudowany w 1915 roku w William Beardmore and Company w Dalmuir. 12 sierpnia na pozycji (52°03′N 3°39′E/52,050000 3,650000) HMS „Lassoo” został trafiony torpedą. Z 77-osobowej załogi zginęło nie więcej niż sześciu marynarzy. Było to ostatnie zwycięstwo okrętu w 1916 roku. Gustav Buch pozostawał na stanowisku dowódcy jednostki do 11 września 1916 roku. Został zastąpiony na dwa miesiące przez kapitana Wilhelma Ambergera. 14 października 1916 roku dowództwo nad jednostką objął kapitan Erich von Rohrscheidt, który dowodził ją z dwutygodniową przerwą do 31 maja 1917 roku. Pod jego dowództwem UB-10 zatopił trzy jednostki pływające pod banderą Holandii. Pierwszą był parowiec „Amstelstromm” o pojemności 1413 BRT. Statek płynął z ładunkiem margaryny z Amsterdamu do Londynu. Nikt z załogi nie zginął. Drugim parowiec „Minister Tak Van Poortvliet” o pojemności 1106 BRT. Zbudowany w 1899 roku w Hull statek 24 kwietnia 1917 roku, został storpedowany 20 mil od IJmuiden w pozycji (52°45′N 3°32′E/52,750000 3,533333). Następnego dnia UB-10 zatrzymał i zatopił niewielki żaglowiec „Elizabeth” o pojemności 147 BRT. Ostatnim dowódcą okrętu, który odniósł na nim zwycięstwa, był porucznik mar. Fritz Gregor. 20 sierpnia 1917 roku w pozycji (52°13′N 1°45′E/52,216667 1,750000) zatopił brytyjski parowiec „Edernian” o pojemności 3588 BRT. Zbudowany w 1906 roku statek płynął z Middlesbrough do Dieppe z ładunkiem stali. W wyniku ataku śmierć poniosło 14 członków załogi. 5 i 6 września 1917 roku UB-10 zatopił trzy niewielkie łodzie rybackie – jedną belgijską i dwie angielskie. Były to ostatnie jednostki zatopione przez ten okręt.
W 1918 roku UB-10 oraz trzy inne okręty podwodne typu UB I, SM UB-12, SM UB-16 i SM UB-17 zostały przebudowane na stawiacze min. W lutym 1918 roku dowódcą jednostki był Fritz von Twardowski. Był on potomkiem polskiej szlachty herbu Ogończyk, synem generała pruskiego Heinricha von Twardowski oraz bratem aktora Hansa Heinricha von Twardowski. 28 lutego 1918 roku kolejnym dowódcą UB-10 został mianowany Hans Joachim Emsmann. Okrętem dowodził do 17 maja 1918 roku. Następnie został dowódcą SM UB-40.
5 października okręt został samozatopiony u wejścia do portu Zeebrugge w pozycji (51°21′N 3°12′E/51,350000 3,200000).